# Vilard Normcharoen
Vilard Normcharoen (Chachoengsao, 14 de julio de 1962 - Bangkok, 7 de enero de 2014) fue un jugador de fútbol sala, fútbol playa y fútbol que jugaba en la demarcación de portero.

## Biografía
Vilard Normcharoen debutó como futbolista en 1982 a los 20 años de edad con el Thai Port FC. Con el club ganó la Kor Royal Cup en 1985 y en 1990. Tras ocho años en el club, se retiró como futbolista. Tras su retiro, Normcharoen fue el entrenador de porteros del Rajpracha FC Thailand, Trat FC y de la selección femenina de fútbol de Tailandia. Además, tras su paso por el fútbol y el fútbol sala, llegó al fútbol playa, donde jugó con la Selección de fútbol playa de Tailandia, y llegó a ser elegido el mejor guardameta de la Copa Mundial de Fútbol Playa FIFA 2002.
Normcharoen falleció en el hospital de Siriraj, en Bangkok a causa de un cáncer, a los 51 años de edad.

## Clubes
| Club         | País      | Año         |
| ------------ | --------- | ----------- |
| Thai Port FC | Tailandia | 1982 - 1990 |

## Palmarés

### Campeonatos nacionales
| Título        | Club         | País      | Año  |
| ------------- | ------------ | --------- | ---- |
| Kor Royal Cup | Thai Port FC | Tailandia | 1985 |
| Kor Royal Cup | Thai Port FC | Tailandia | 1990 |